# 2018–2019-es magyar férfi kézilabda-bajnokság (első osztály)
A 2018–2019-es magyar férfi kézilabda-bajnokság első osztálya a bajnokság 68. kiírása.
A bajnokság címvédője a Mol-Pick Szeged csapata, amely az ezt megelőző szezon végén tizenegy év elteltével szerzett bajnoki címet.
A magyar bajnokság mellett a csapatok indultak a Magyar Kupában is. Nemzetközi szinten öt csapat szerepelt, a legrangosabb sorozatban, a Bajnokok Ligájában a Telekom Veszprém KC és a Pick Szeged indulhatott. Mindkét csapat selejtező nélkül a csoportkör felső ágára került, a veszprémi csapat döntőig jutott, a szegedi csapatot a negyeddöntőben a későbbi győztes RK Vardar Szkopje ejtette ki. Az EHF-kupában három csapat indult, az előző bajnokság 3-5. helyezettjei. A Komlói BSK a második selejtezőkörben búcsúzott, a Balatonfüredi KSE a csoportkörben esett ki a Tatabánya KC pedig a negyeddöntőig jutott.
Az előző szezon végén feljutott a másodosztály két csoportjának a bajnoka, a Mezőkövesdi KC és a Vecsés SE, akik a kieső Váci KSE és Orosházi FKSE helyére léptek, így a bajnokság mezőnyét továbbra is 14 csapat alkotta. A szezon 2018. augusztus 31-én kezdődött és 2019. május 26-án ért véget.
A lebonyolítás változatlan maradt az elmúlt szezonhoz képest, a május 18-án záruló alapszakaszban kialakult a végeredmény a 3–14. helyezett csapatok közt, a 13–14. helyezettek kiestek. Az alapszakasz első és második helyezettje oda-visszavágós döntőt játszott, a párharc a második helyezett otthonában kezdődött.
A bajnokság alapszakaszát veretlenül nyerte a címvédő Mol-Pick Szeged, a bajnoki döntő párharcban viszont alulmaradt a Telekom Veszprém KC-val szemben. A veszprémi csapat a 26. bajnoki címét ünnepelhette a szezon végén.

## Résztvevő csapatok
| Csapat            | Székhely     | Aréna                          | Befogadóképesség |
| ----------------- | ------------ | ------------------------------ | ---------------- |
| Balatonfüredi KSE | Balatonfüred | Balatonfüredi Szabadidőközpont | 712              |
| Budakalász KC     | Budakalász   | Budakalászi Sportcsarnok       | 400              |
| Ceglédi KKSE      | Cegléd       | Gál József Sportcsarnok        | 1046             |
| Csurgói KK        | Csurgó       | Sótonyi László Sportcsarnok    | 1200             |
| Dabas VSE KC      | Dabas        | OBO Aréna                      | 1920             |
| DVTK-Eger         | Eger         | Kemény Ferenc Sportcsarnok     | 875              |
| Ferencvárosi TC   | Budapest     | Elek Gyula Aréna               | 1300             |
| Gyöngyösi KK      | Gyöngyös     | Dr. Fejes András Sportcsarnok  | 1500             |
| Komlói BSK        | Komló        | Komlói Sportközpont            | 800              |
| Mezőkövesdi KC    | Mezőkövesd   | Városi Sportcsarnok            | 850              |
| MOL-Pick Szeged   | Szeged       | Újszegedi Sportcsarnok         | 3200             |
| Tatabánya KC      | Tatabánya    | Földi Imre Sportcsarnok        | 1000             |
| Vecsés SE         | Vecsés       | Városi Sportcsarnok            | 1030             |
| Telekom Veszprém  | Veszprém     | Veszprém Aréna                 | 5096             |

### Vezetőedző-váltások
| Csapat         | Távozott vezetőedző | Távozás módja       | A távozás ideje                                   | Helyezés a tabellán | Érkezett vezetőedző | A kinevezés ideje |
| -------------- | ------------------- | ------------------- | ------------------------------------------------- | ------------------- | ------------------- | ----------------- |
| Mezőkövesdi KC | Drizner Péter       | Közös megegyezéssel | A 2017–2018-as másodosztályú bajnokságot követően | Szezon előtt        | Buday Dániel        | 2018. július 1.   |

### Csapatok száma megyénkénti bontásban
| # | Megye                      | Csapatok száma | Csapatok                                               |
| - | -------------------------- | -------------- | ------------------------------------------------------ |
| 1 | Pest megye                 | 4              | Budakalász KC, Dabas VSE KC, Ceglédi KKSE és Vecsés SE |
| 2 | Heves megye                | 2              | DVTK-Eger és Gyöngyösi KK                              |
| 2 | Veszprém megye             | 2              | Balatonfüredi KSE és Telekom Veszprém                  |
| 4 | Baranya megye              | 1              | Komlói BSK                                             |
| 4 | Borsod-Abaúj-Zemplén megye | 1              | Mezőkövesdi KC                                         |
| 4 | Budapest (főváros)         | 1              | Ferencvárosi TC                                        |
| 4 | Csongrád megye             | 1              | MOL-Pick Szeged                                        |
| 4 | Komárom-Esztergom megye    | 1              | Tatabánya KC                                           |
| 4 | Somogy megye               | 1              | Csurgói KK                                             |

## Alapszakasz
A 14 csapat az alapszakaszban oda-vissza vágós körmérkőzést játszik. Az alapszakasz első két helyezettje jut be a bajnoki döntőbe.

### Tabella
| #   | Csapat            | M  | GY | D | V  | G+ – G– | GK   | P  | Megjegyzések |
| --- | ----------------- | -- | -- | - | -- | ------- | ---- | -- | ------------ |
| 1.  | MOL-Pick Szeged   | 26 | 25 | 1 | 0  | 907–656 | +251 | 51 |              |
| 2.  | Telekom Veszprém  | 26 | 23 | 0 | 3  | 908–640 | +268 | 46 |              |
| 3.  | Tatabánya KC      | 26 | 20 | 2 | 4  | 740–637 | +103 | 42 |              |
| 4.  | Balatonfüredi KSE | 26 | 18 | 0 | 8  | 708–643 | +65  | 36 |              |
| 5.  | Csurgói KK        | 26 | 15 | 3 | 8  | 722–689 | +33  | 33 |              |
| 6.  | Gyöngyösi KK      | 26 | 14 | 3 | 9  | 700–687 | +13  | 31 |              |
| 7.  | Ferencvárosi TC   | 26 | 11 | 0 | 15 | 695–690 | +5   | 22 |              |
| 8.  | Dabas VSE KC      | 26 | 9  | 3 | 14 | 660–708 | −48  | 21 |              |
| 9.  | Komlói BSK        | 26 | 10 | 1 | 15 | 672–744 | −72  | 21 |              |
| 10. | DVTK-Eger         | 26 | 7  | 3 | 16 | 701–779 | −78  | 17 |              |
| 11. | Budakalász KC     | 26 | 6  | 4 | 16 | 644–725 | −81  | 16 |              |
| 12. | Mezőkövesdi KC    | 26 | 6  | 3 | 17 | 625–740 | −115 | 15 |              |
| 13. | Ceglédi KKSE      | 26 | 6  | 1 | 19 | 635–761 | −126 | 13 |              |
| 14. | Vecsés SE         | 26 | 0  | 0 | 26 | 603–821 | −218 | 0  |              |

Forrás: https://keziszovetseg.hu/v2h/013/002/p_002.asp?p_verseny_kod_al=139&p_verseny_kod_evad_al=6&p_kezilabda__evad_kod=6&p_fo_cim=NB%20I%20f%E9rfi%20feln%F5tt-Alapszakasz 
A rangsorolás alapszabályai: 1. összpontszám, 2. egymás elleni eredmények összpontszáma, 3. egymás elleni eredmények gólkülönbsége, 4. egymás elleni eredmények szerzett góljainak száma, 5. gólkülönbség, 6. szerzett gólok száma.
(B): Bajnokcsapat, (K): Kieső csapat, (F): Feljutó csapat, (I): Kupainduló, (R): A rájátszás győztese, (KGY): Kupagyőztes

### Eredmények
| Hazai \ Vendég1 | BKSE  | BKK   | CEG   | CSU   | DAB   | EGER  | FTC   | GYKK  | KBSK  | MEZ   | SZE   | TAT   | VECS  | VESZ  |
| Balatonfüred    |       | 28–25 | 30–25 | 26–19 | 26–19 | 32–25 | 25–17 | 27–24 | 35–24 | 28–20 | 29–37 | 26–30 | 31–24 | 29–32 |
| Budakalász      | 23–24 |       | 28–22 | 22–24 | 23–23 | 25–28 | 27–33 | 20–20 | 25–20 | 25–25 | 28–33 | 22–33 | 27–23 | 27–38 |
| Cegléd          | 22–28 | 30–33 |       | 22–27 | 24–31 | 30–29 | 33–26 | 25–24 | 22–25 | 20–20 | 29–37 | 21–27 | 24–22 | 23–41 |
| Csurgó          | 26–20 | 36–26 | 35–24 |       | 26–26 | 31–27 | 28–25 | 29–26 | 31–29 | 29–24 | 25–36 | 20–28 | 35–24 | 24–31 |
| Dabas           | 22–28 | 27–23 | 30–25 | 24–27 |       | 28–26 | 30–31 | 23–23 | 30–28 | 26–25 | 22–32 | 18–30 | 33–19 | 28–40 |
| Eger            | 25–27 | 26–30 | 25–20 | 29–29 | 29–25 |       | 26–24 | 24–24 | 36–29 | 27–28 | 21–40 | 25–25 | 31–26 | 22–41 |
| FTC             | 31–26 | 32–25 | 28–19 | 31–34 | 22–24 | 30–18 |       | 34–21 | 30–20 | 27–19 | 22–35 | 25–29 | 41–31 | 26–27 |
| Gyöngyös        | 20–26 | 27–22 | 30–25 | 27–24 | 28–27 | 33–30 | 26–20 |       | 32–22 | 29–20 | 22–27 | 24–22 | 33–24 | 23–34 |
| Komlói BSK      | 25–31 | 34–24 | 31–27 | 27–27 | 25–24 | 32–30 | 23–18 | 23–24 |       | 28–23 | 24–34 | 29–32 | 29–21 | 17–31 |
| Mezőkövesdi KC  | 20–32 | 24–24 | 22–24 | 21–36 | 25–23 | 25–24 | 23–22 | 25–35 | 27–28 |       | 30–36 | 23–29 | 31–26 | 22–29 |
| Pick Szeged     | 33–22 | 29–20 | 39–23 | 34–26 | 36–29 | 42–27 | 39–30 | 38–29 | 39–29 | 40–25 |       | 34–27 | 38–24 | 25–23 |
| Tatabánya       | 22–18 | 29–25 | 28–23 | 28–26 | 27–18 | 32–25 | 27–22 | 30–33 | 30–26 | 31–26 | 25–25 |       | 32–23 | 26–24 |
| Vecsés SE       | 21–30 | 21–28 | 24–25 | 20–31 | 20–24 | 26–35 | 19–25 | 28–31 | 21–25 | 25–30 | 18–37 | 24–34 |       | 27–39 |
| Veszprém        | 32–24 | 36–17 | 41–28 | 32–17 | 40–26 | 45–31 | 36–23 | 38–32 | 40–20 | 37–22 | 27–32 | 32–27 | 42–22 |       |

Utolsó felvett mérkőzés dátuma: 2019. május 18. 
Forrás: MKSZ adatbank 
1A hazai csapatok a bal oldali oszlopban szerepelnek.
Színek: Zöld = hazai győzelem; Sárga = döntetlen; Piros = vendéggyőzelem.
 

## Döntő
A bajnoki döntőbe az alapszakasz első két helyezettje jutott. Mivel a még aktív játékost, Nagy Lászlót a kézilabda-szövetség alelnökévé választották, emellett játékosként érdekelt volt a bajnoki döntőben is, a szövetség úgy döntött, hogy a finálét külföldi játékvezetőkre bízza. A döntőben a játékvezetők rendelkezésére állt a videobíró is. A 2018–2019-es szezon bajnoka 62–51-es összesítéssel a Telekom Veszprém KC lett.
| 2019. május 23. 18:30 | Telekom Veszprém KC | 35–24       | Mol-Pick Szeged | Veszprém Aréna, Veszprém Nézőszám: 5019 Játékvezetők: Gjeding, Hansen (DEN) |
| 2019. május 23. 18:30 | Gajić 9             | (13–14)     | Cañellas 7      | Veszprém Aréna, Veszprém Nézőszám: 5019 Játékvezetők: Gjeding, Hansen (DEN) |
| 2019. május 23. 18:30 | 7× 1×               | Jegyzőkönyv | 4× 2×           | Veszprém Aréna, Veszprém Nézőszám: 5019 Játékvezetők: Gjeding, Hansen (DEN) |

| 2019. május 26. 18:00 | Mol-Pick Szeged | 27–27       | Telekom Veszprém KC | Városi Sportcsarnok, Szeged Nézőszám: 3200 Játékvezetők: Kurtagic, Wetterwik (SWE) |
| 2019. május 26. 18:00 | négy játékos 4  | (14–14)     | Štrlek 5            | Városi Sportcsarnok, Szeged Nézőszám: 3200 Játékvezetők: Kurtagic, Wetterwik (SWE) |
| 2019. május 26. 18:00 | 5× 3× 1×        | Jegyzőkönyv | 6×                  | Városi Sportcsarnok, Szeged Nézőszám: 3200 Játékvezetők: Kurtagic, Wetterwik (SWE) |